# Mariä Verkündigung (Altenerding)

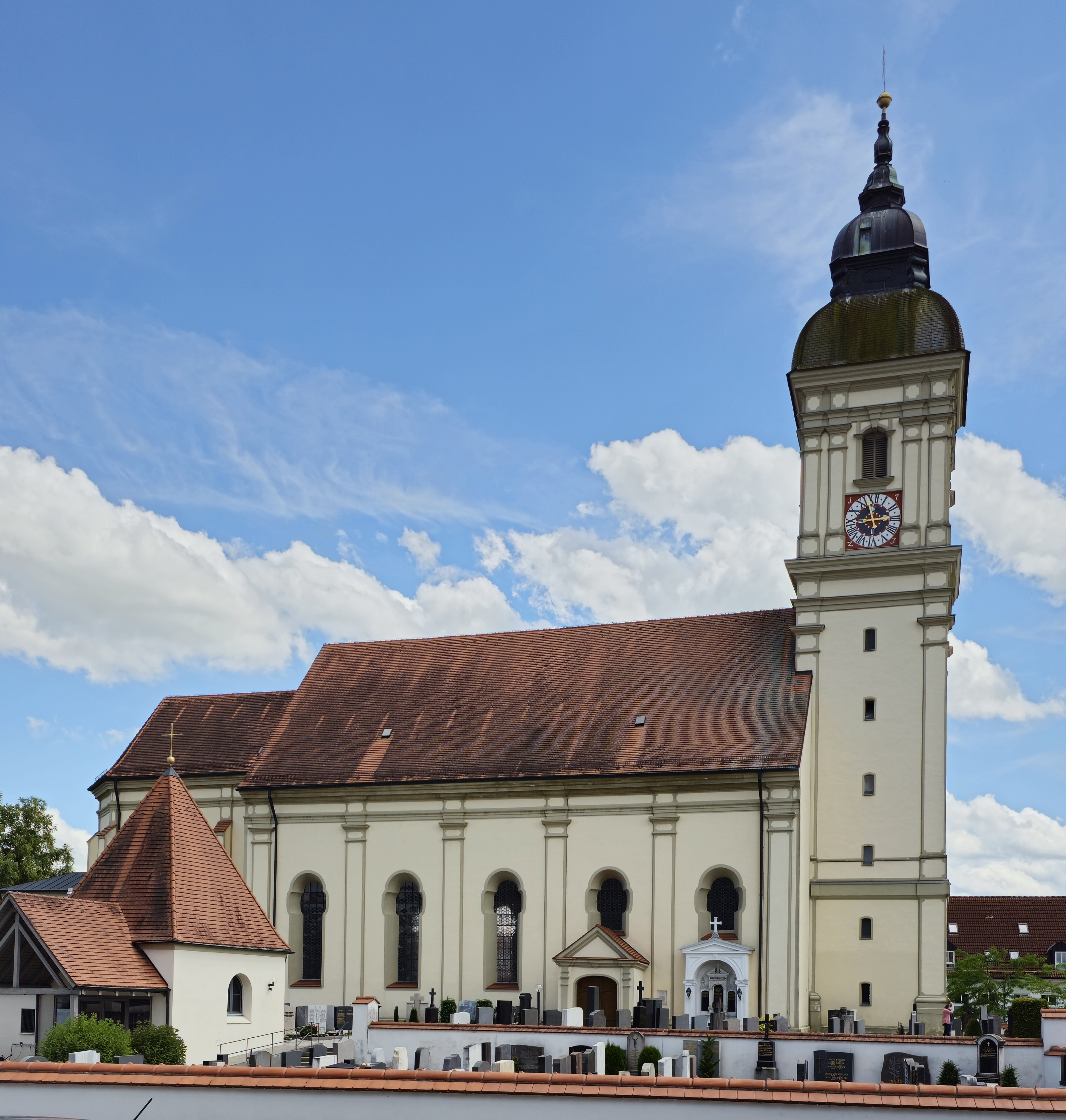
Mariä Verkündigung (Altenerding)

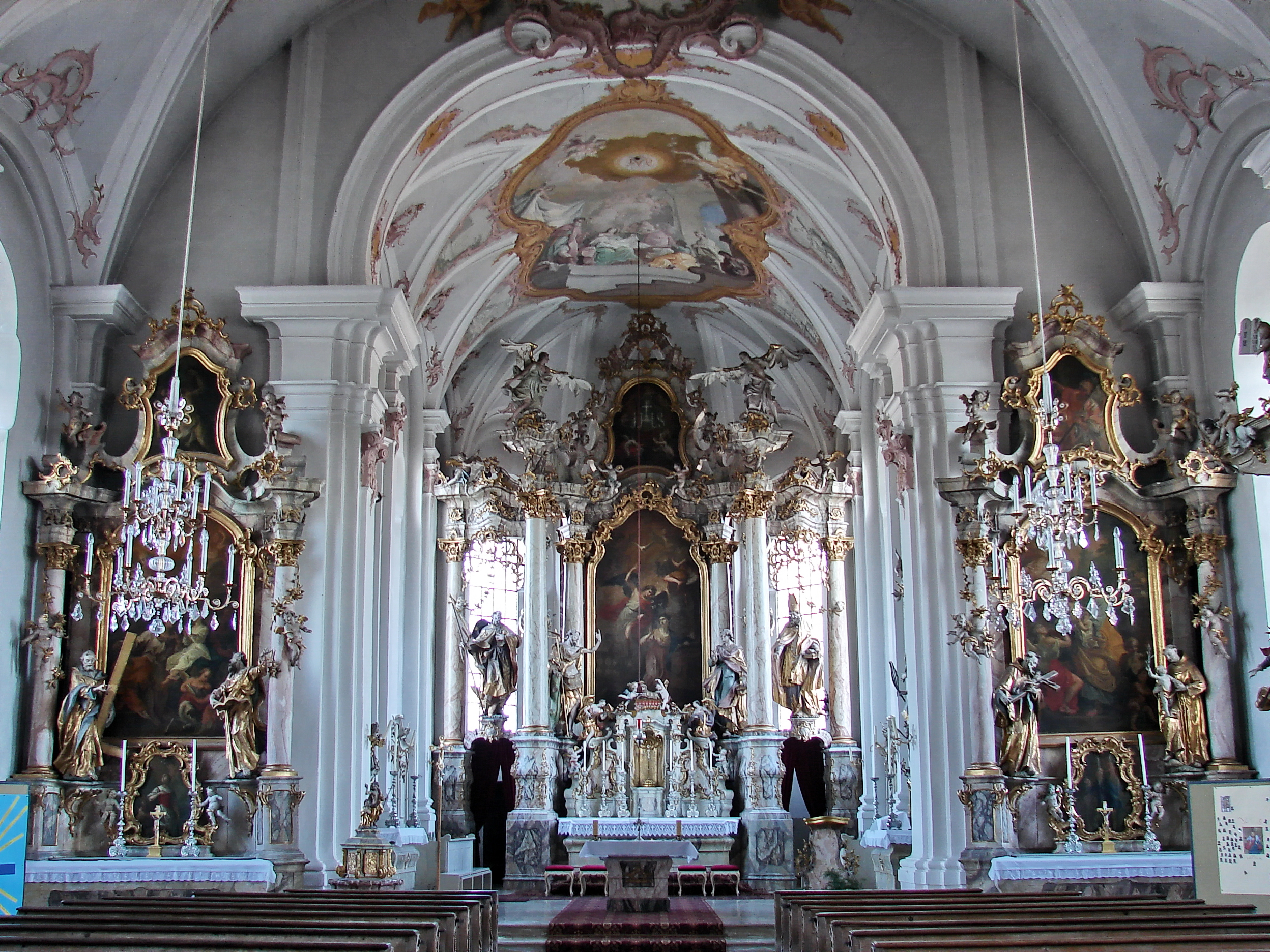
Chor

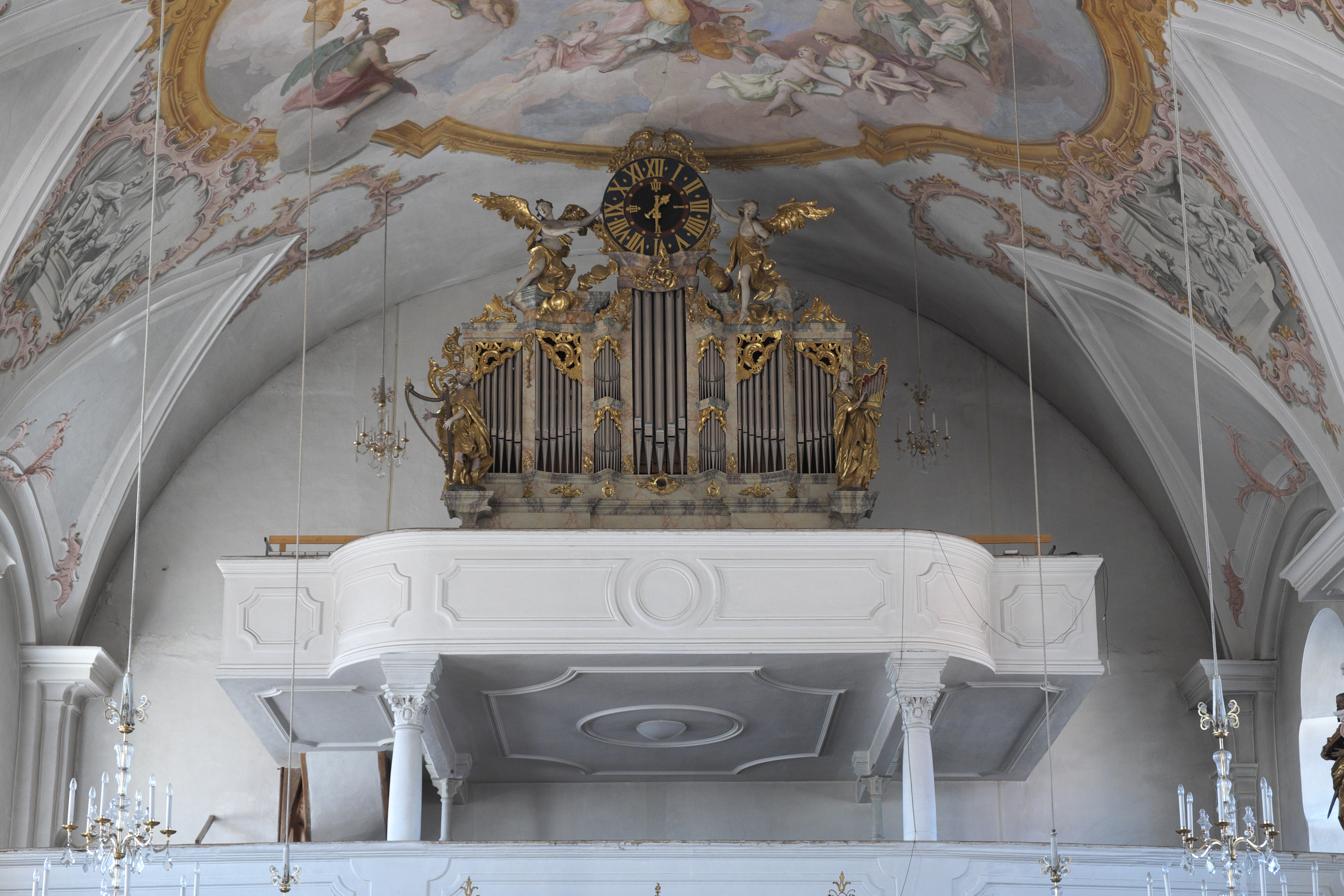
Orgel

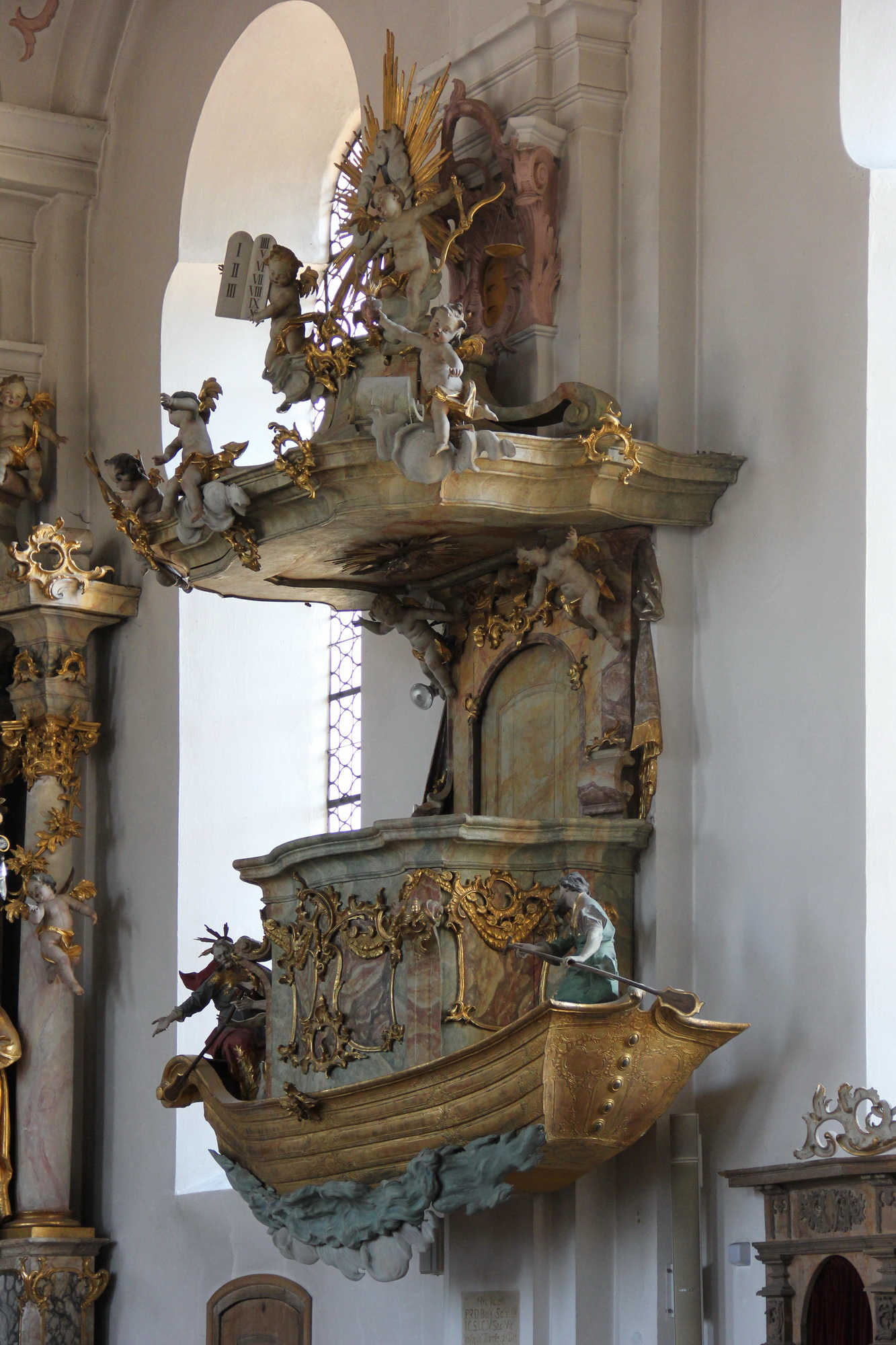
Schiffskanzel

Die römisch-katholische Pfarrkirche Mariä Verkündigung ist eine barocke Saalkirche im Ortsteil Altenerding von Erding im gleichnamigen Landkreis in Oberbayern. Sie gehört zur Kirchengemeinde Mariä Verkündigung Altenerding des Pfarrverbands Altenerding-Klettham im Dekanat Erding des Erzbistums München und Freising.

## Geschichte und Architektur
Die stattliche barocke Saalkirche wurde in den Jahren 1721–1724 durch den Erdinger Stadtbaumeister Anton Kogler als eines seiner Hauptwerke erbaut, wobei der im Kern spätgotische Chor aus dem Jahr 1469 wiederverwendet wurde. Der Turmhelm wurde nach einem Blitzschlag 1770 vom Zimmerermeister Johann Degele erbaut. Eine Restaurierung erfolgte in den Jahren 1985 bis 1987. Am eingezogenen, dreiseitig schließenden Chor sind Strebepfeiler zu finden, das Langhaus zu fünf Achsen ist mit Pilastergliederung versehen. Der quadratische Westturm ist mit einem reich gegliederten Obergeschoss und mit einer dreifach abgesetzten Haube abgeschlossen. Das Innere ist mit Pilastern gegliedert und durch ein Tonnengewölbe mit Stichkappen abgeschlossen.

## Ausstattung
Die künstlerisch wertvolle Rokoko-Ausstattung wurde nach dem Chronogramm im Chorbogen saLVs eX anCILLa Matre DeI (lat. „Das Heil kommt von der Magd und Mutter Gottes“) um 1767 geschaffen. Die sparsame Stuckierung wird Johann Anton Bader zugeschrieben. Die Deckengemälde wurden durch Johann Martin Heigl ausgeführt und stellen in stuckimitierendem Rahmen im Chor Mariä Geburt, im Langhaus die Huldigung der Erdteile an Maria und in den seitlichen Bildfeldern acht Vorbilder für Maria aus dem Alten Testament dar.

### Altäre
Drei Altäre, die von Matthias Fackler aus Dorfen geschaffen wurden, sind mit Skulpturen des Bildhauers Christian Jorhan dem Älteren aus Landshut versehen und wurden durch den Fassmaler Franz Xaver Zellner bemalt. Am Hochaltar ist ein Bild der Verkündigung an Maria von Joseph Hauber aus dem Jahr 1799 zu sehen, die Nebenfiguren stellen die Heiligen Jakobus den Älteren, Johannes den Täufer, Johannes Evangelista und Nikolaus dar. Auf dem Tabernakel ist das apokalyptische Lamm auf dem Buch mit den sieben Siegeln dargestellt, das von lebendig dargestellten Putten liebkost und verehrt wird.
Auf den Seitenaltären sind Ölbilder und Skulpturen zu finden: am linken Altar die heilige Anna mit Maria zwischen den Heiligen Petrus und Paulus, am rechten Altar ein Josephsbild zwischen den Heiligen Franziskus und Antonius von Padua. Die originelle Kanzel in Schiffsform ähnlich wie in Niederding ist ebenfalls ein Gemeinschaftswerk von Jorhan, Fackler und Zellner. Eine überaus reich verzierte Monstranz des Augsburger Goldschmieds Ludwig Schneider wurde vermutlich zur Kirchweihe um 1725 in Auftrag gegeben.

### Kreuzweg

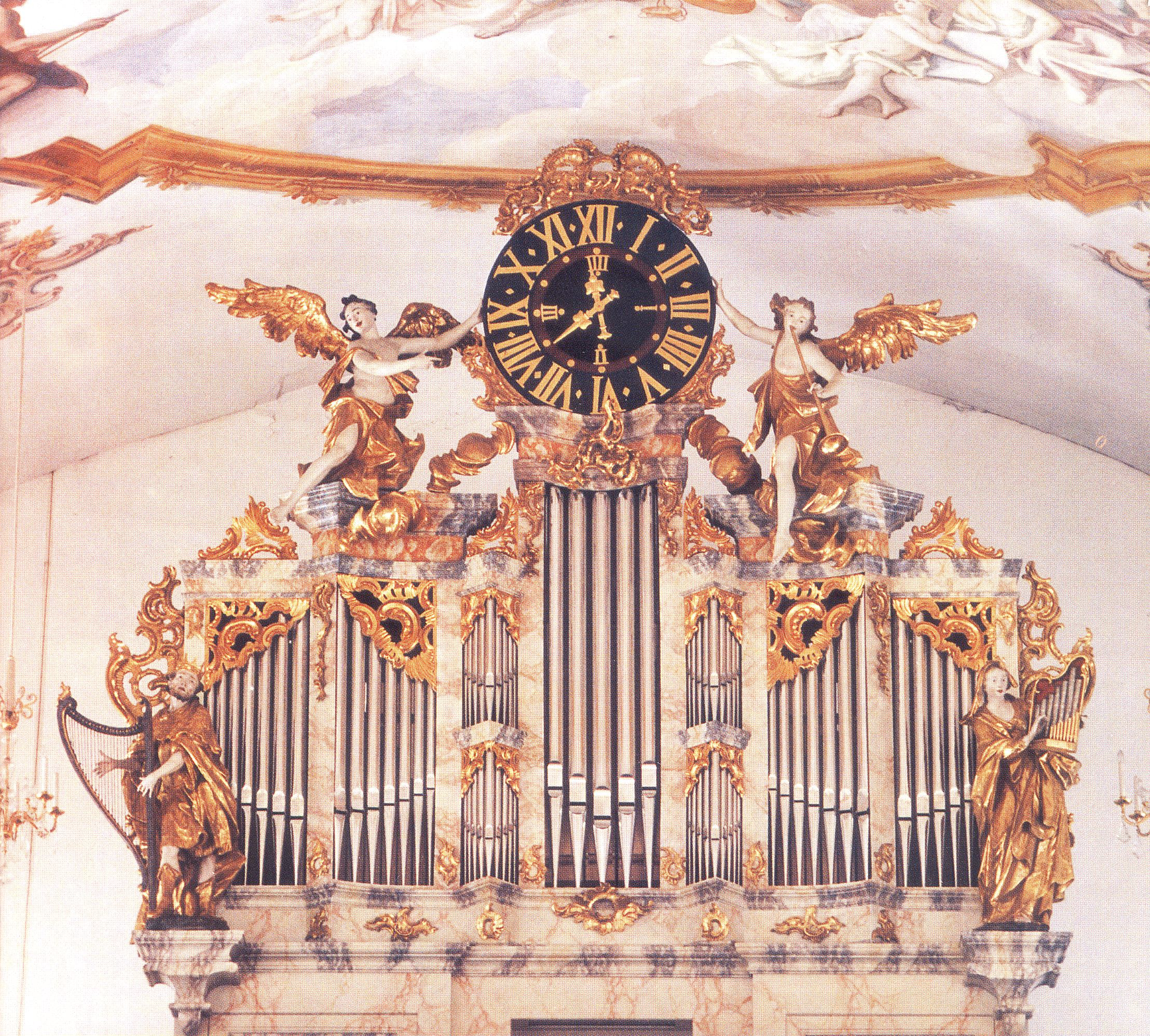
Orgelprospekt

Die Kreuzwegbilder wurden 1795 von Christian Wink geschaffen und 1903 angekauft. Mehrere Epitaphien stammen aus den Jahren 1545, 1593, 1608 und 1631.

### Orgel
Die Orgel in einem Prospekt von 1760 von Johann Schweinacher aus Landshut ist ein Werk der Orgelbau Vleugels aus dem Jahr 1993. Sie umfasst 28 Register auf zwei Manualen und Pedal. Sie ist mit Figuren der Heiligen David und Cäcilie von Jorhan versehen. Die Disposition lautet:
| I Hauptwerk |              |       |            |
| 1.          | Bourdon      | 16′   |            |
| 2.          | Principal    | 8′    |            |
| 3.          | Gedacktflöte | 8′    |            |
| 4.          | Gamba        | 8′    |            |
| 5.          | Octave       | 4′    |            |
| 6.          | Querflöte    | 4′    |            |
|             | Quinte       | 2 ⁄3′ | (vorb.)    |
| 7.          | Superoctave  | 2′    |            |
| 8.          | Cornet V     | 8′    |            |
|             | Larigot      | 1 ⁄3′ | (Vorabzug) |
| 9.          | Mixtur IV    | 1 ⁄3′ |            |
| 10.         | Trompete     | 8′    |            |
|             | Clairon      | 4′    | (vorb.)    |

| II Schwellwerk |               |        |            |
| 11.            | Salicional    | 8′     |            |
| 12.            | Rohrgedackt   | 8′     |            |
| 13.            | Vox coelestis | 8′     |            |
| 14.            | Viola         | 4′     |            |
| 15.            | Blockflöte    | 4′     |            |
| 16.            | Nasat         | 2 ⁄3′  |            |
| 17.            | Flageolet     | 2′     |            |
| 18.            | Terz          | 1 3⁄5′ |            |
|                | Sifflet       | 1′     | (Vorabzug) |
| 19.            | Cymbel IV     | 1′     |            |
|                | Dulcian       | 16′    | (vorb.)    |
| 20.            | Oboe          | 8′     |            |
| Tremulant      |               |        |            |

| Pedal |             |        |         |
| 21.   | Subbass     | 16′    |         |
| 22.   | Bourdon     | 16′    |         |
| 23.   | Octavbass   | 8′     |         |
| 24.   | Gedacktbass | 8′     |         |
| 25.   | Cello       | 8′     |         |
|       | Quintbass   | 5 1⁄3′ | (vorb.) |
| 26.   | Tenoroctave | 4′     |         |
| 27.   | Posaune     | 16′    |         |
| 28.   | Trompete    | 8′     |         |
|       | Clairon     | 4′     | (vorb.) |

- Koppeln: Normalkoppeln
- Spielhilfen: Einführungstritte für Mixturen und Zungen
- Bemerkungen: mechanische Schleiflade, fünf weitere Register vorbereitet, Cymbelstern

### Glocken
Fünf Glocken aus dem Jahr 1965 von der Glockengießerei Rudolf Perner bilden das Glockengeläut aus Bronze.
| Glocke | Name               | Durchmesser | Gewicht  | Schlagton |
| ------ | ------------------ | ----------- | -------- | --------- |
| 1      | Christkönig        | 1600 mm     | 2450 kg0 | c1        |
| 2      | Petrus             | 1330 mm     | 1450 kg0 | es1       |
| 3      | Mariä Verkündigung | 1060 mm     | 720 kg   | g1        |
| 4      | Hl. Kreuz          | 0860 mm     | 420 kg   | b1        |
| 5      | Josef              | 0800 mm     | 300 kg   | c2        |

## Besonderheit
An Mariä Verkündigung wird jeden Freitag – außer am Karfreitag – um 11 Uhr mit dem Vollgeläute das so genannte „Herz-Jesu-Läuten“ praktiziert.